# مارتن لی (تنیس‌باز)
مارتن لی (انگلیسی: Martin Lee؛ زاده ۱۳ ژانویهٔ ۱۹۷۸) تنیس‌باز بازنشسته اهل بریتانیا است.